# Teatre Apol·lo de València
El Teatre Apol·lo de València estava ubicat en el carrer Sequiola després reanomenat Joan d'Àustria, de València. L'edifici en servei va ser inaugurat el 28 d'octubre de l'any 1876. L'estrena consistí en una triple representació: De gustos no hay nada escrito, Justicia y no por mi casa, Més fa el que vol que el que pot. La sala es va dedicar sobretot al gènere líric, a més de ser un teatre entranyable i popular de l'escena valenciana. Era l'11 de març de 1969 que va tancar definitivament, essent l'últim cartell l'estrena de Vengan maridos a mi, dirigida per la companyia Colsada, dirigida pel primera actor valencià Adrián Ortega.
Al propi teatre, el president de la Segona República Niceto Alcalá-Zamora va pronunciar el 13 d'abril de 1930 un violent discurs retirant el seu suport a la monarquia propugnant una república conservadora, burgesa, recolzada en les classes mitjanes i en els intel·lectuals.
La versió amb lletra del pasdoble El faller compost per Josep Serrano, es va estrenar el 13 de març del 1931 al teatre Apol·lo de València, en un apropòsit teatral realitzat per Maximilià Thous com a pretext perquè es cantara la lletra.
El 10 de setembre de 1896, el teatre oferia per primera vegada projeccions cinematogràfiques.
Després de l'enderrocament de l'edifici del teatre i algunes cases adjacents es va construir un centre comercial encara existent.